# جبال الألب ليفينغو
جبال الألب ليفينغو هي سلسلة جبلية في جبال الألب في شرق سويسرا.